# William Craven (2e comte Craven)
Pour les articles homonymes, voir William Craven.
 (février 2014).
Si vous disposez d'ouvrages ou d'articles de référence ou si vous connaissez des sites web de qualité traitant du thème abordé ici, merci de compléter l'article en donnant les références utiles à sa vérifiabilité et en les liant à la section « Notes et références ».
William Craven (18 août 1809 – 25 août 1866), 2e comte de Craven (en), est un homme politique britannique, membre de la Chambre des lords de 1825 à 1866 et Lord Lieutenant du Warwickshire de 1853 à 1856.